# ایب گلیندرمن
ایب گلیندرمن (دانمارکی: Ib Glindemann؛ ‏ ۲۷ سپتامبر ۱۹۳۴ – ۵ آوریل ۲۰۱۹) موسیقی‌دان جاز، رهبر ارکستر و بازیگر اهل دانمارک بود.
از فیلم‌هایی که وی در آن‌ها نقش داشته‌است، می‌توان به دختر و چاله آب اشاره نمود.